# شهرستان چینگ
شهرستان چینگ (به لاتین: Qing County) یک منطقهٔ مسکونی در چین است که در کانگجو واقع شده‌است. شهرستان چینگ ۹۶۸ کیلومتر مربع مساحت و ۳۹۰٬۰۰۰ نفر جمعیت دارد و ۹٫۱ متر بالاتر از سطح دریا واقع شده‌است.